# La tonta del bote
La tonta del bote és la pel·lícula més coneguda de Lina Morgan, dirigida per Juan de Orduña. Va ser filmada a Espanya en 1970, i en ella dona vida a una pobra noia ignorant els sentiments de la qual són calcigats per aquells que l'envolten. Se la coneix com la "tonta del bote" perquè en una llauna guarda burilles per a un personatge cec de la pel·lícula que toca el violí. Es tracta de la tercera i més famosa versió cinematogràfica de l'obra teatral de 1925 creada per Pilar Millán Astray, les adaptacions anteriors de la qual són de 1939, de la qual no es conserven còpies, i 1956, aquesta última amb el títol La chica del barrio.
Els personatges tenen aquest tarannà castís característic del cinema popular i còmic espanyol. Les escenes còmiques estan lligades amb altres de tractament més dramàtic el que va fer que la pel·lícula funcionés a la perfecció i tingués tant èxit, sobretot, entre els seguidors de Lina Morgan.

## Argument
Lina Morgan interpreta a Susana, una òrfena ingènua, maldestra i de bon cor que viu servint a casa de la senyora Engracia des que la seva mare va morir als pocs dies de donar a llum. Allí també viuen els tres nebots de la senyora: Asunta, Trini i Lorito, que no treballen i als quals també ha de servir. La mala situació econòmica obligarà a Engracia a llogar una habitació a l'atractiu Felipe (Arturo Fernández), que té una mala fama que és tan sols fruit de les enraonies.

## Repartiment
- Lina Morgan - Susana
- Arturo Fernández - Felipe
- Paca Gabaldón - Asunta
- José Sacristán - Narciso
- Marisol Ayuso - Trini
- Antonio Durán - Cipriano
- Luis Varela  - Lorito
- Tony Soler - Numancia
- Antonio Casal - Don Ambrosio
- Tomás Blanco - Basilio
- Roberto Rey
- David Areu
- Félix Dafauce
- María Asquerino - Engracia
- Manena Algora
- Carmen Martínez Sierra - Clienta de la prenderia 1
- José García Calderón
- Tania Ballester
- María Isbert - Clienta de la prenderia 2
- Josefina Villalta
- Juan Amigo
- Sansona Siglo XX - Clienta de la corseteria
- Manuel Guitián
- Luis Frutos

## Premis
Medalles del Cercle d'Escriptors Cinematogràfics
| Categoria                    | Nominats        | Resultat   |
| ---------------------------- | --------------- | ---------- |
| Millor actriu de repartiment | María Asquerino | Guanyadora |
| Millor fotografia            | Luis Cuadrado   | Guanyador  |